# Městské opevnění (Český Brod)
Městské opevnění Český Brod je jedním z gotických městských opevnění v Čechách. Probíhá na obvodu historického centra města.

## Historie opevnění

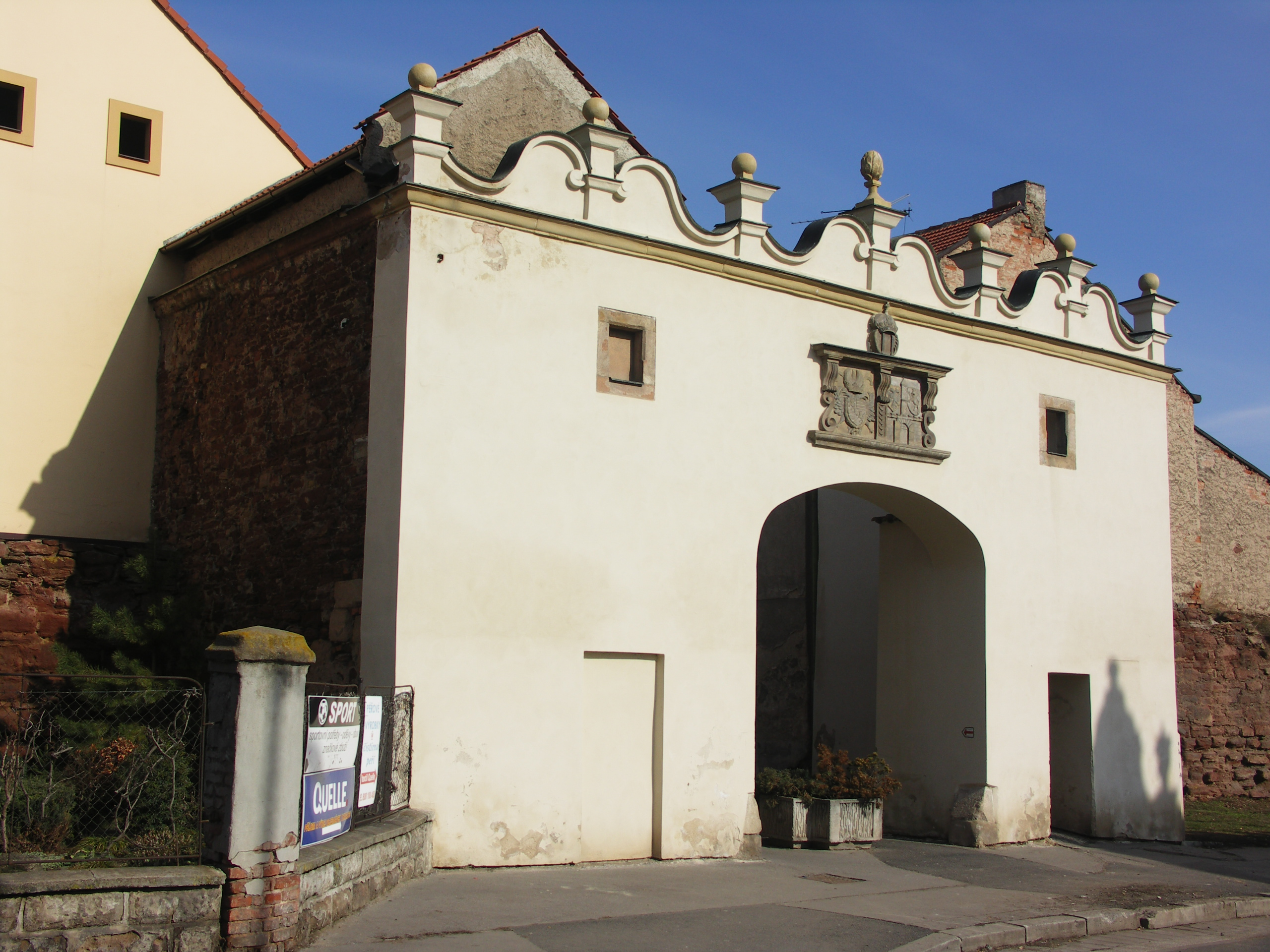
Předbraní Kouřimské brány

Nějaký druh městského opevnění byl v městě již před koncem vlády Přemyslovců, to nepřímo nasvědčují doklady o opevnění městeček patřících církvi, což byl i případ Českého Brodu. Do husitských válek patřilo město pražskému biskupství. Za činnosti biskupa Tobiáše z Bechyně po roce 1289 nebo po obsazení města po roce 1303 bylo opatřeno dřevěnými hradbami doplněnými valem nebo příkopem.
Kronikář Beneš Krabice z Weitmile uvádí, že arcibiskup Arnošt z Pardubic dal opevnit městečka Český Brod, Horšovský Týn a Roudnici nad Labem. Českobrodský děkan Paleček v roce 1826 uvádí, že "arcibiskup nechal v roce 1345 opevnit město zdmi a příkopy." Kamenná hradba tvořená dvěma liniemi zdí, mezi nimiž byl parkán široký 9 až 14 metrů, byla finančně podstatně nákladnější.

Český Brod byl nejblíže hrazené město východně od Prahy a za husitských válek na jaře 1421 byl dobyt Pražany. Kronikář Vavřinec z Březové doslova uvádí .....vytáhli Pražané se svým vojskem v Českému Brodu ... a ve středu po sv. Tiburciu ho obklíčili a následujícího dne učinivše bez všeho uspořádání útok, třebas byl příkopy a obránci dobře chráněn, přece se v době několika hodin zmocnili příkopů, zlezli hradby a vnikli do města." Podobně útok Pražanů líčí i Staré letopisy české z roku 1421 "Brzy nato dobyli Pražané město Český Brod..."

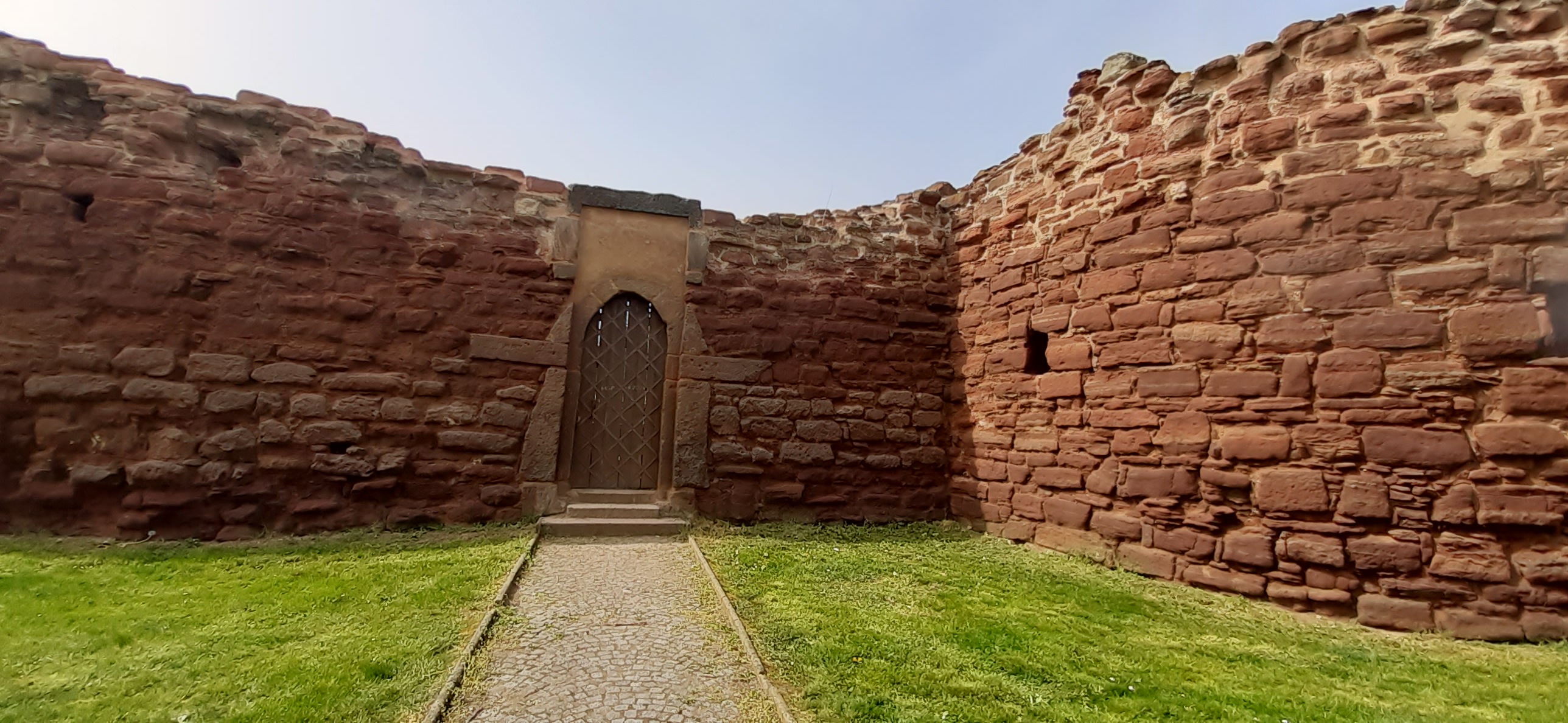
Bašta, městské opevnění

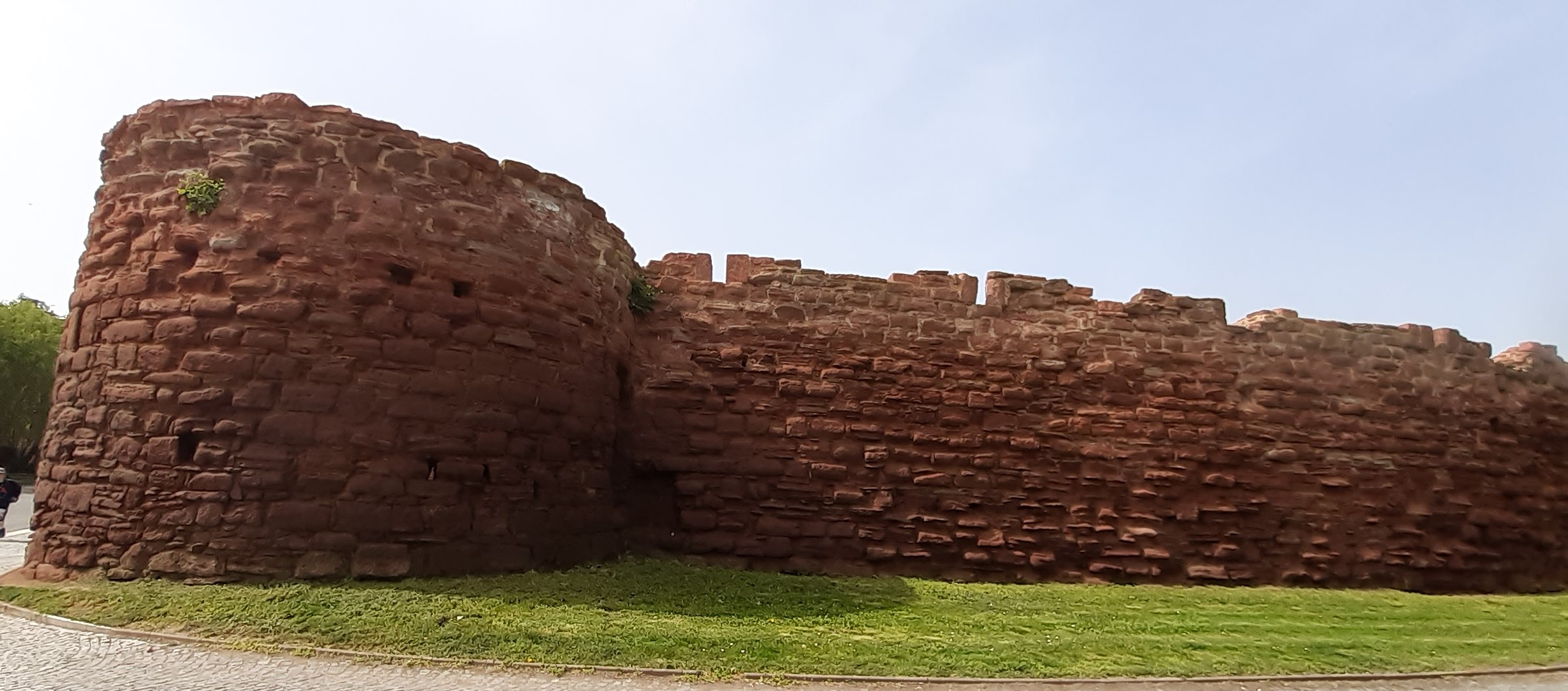
Zachovalá část městského opevnění

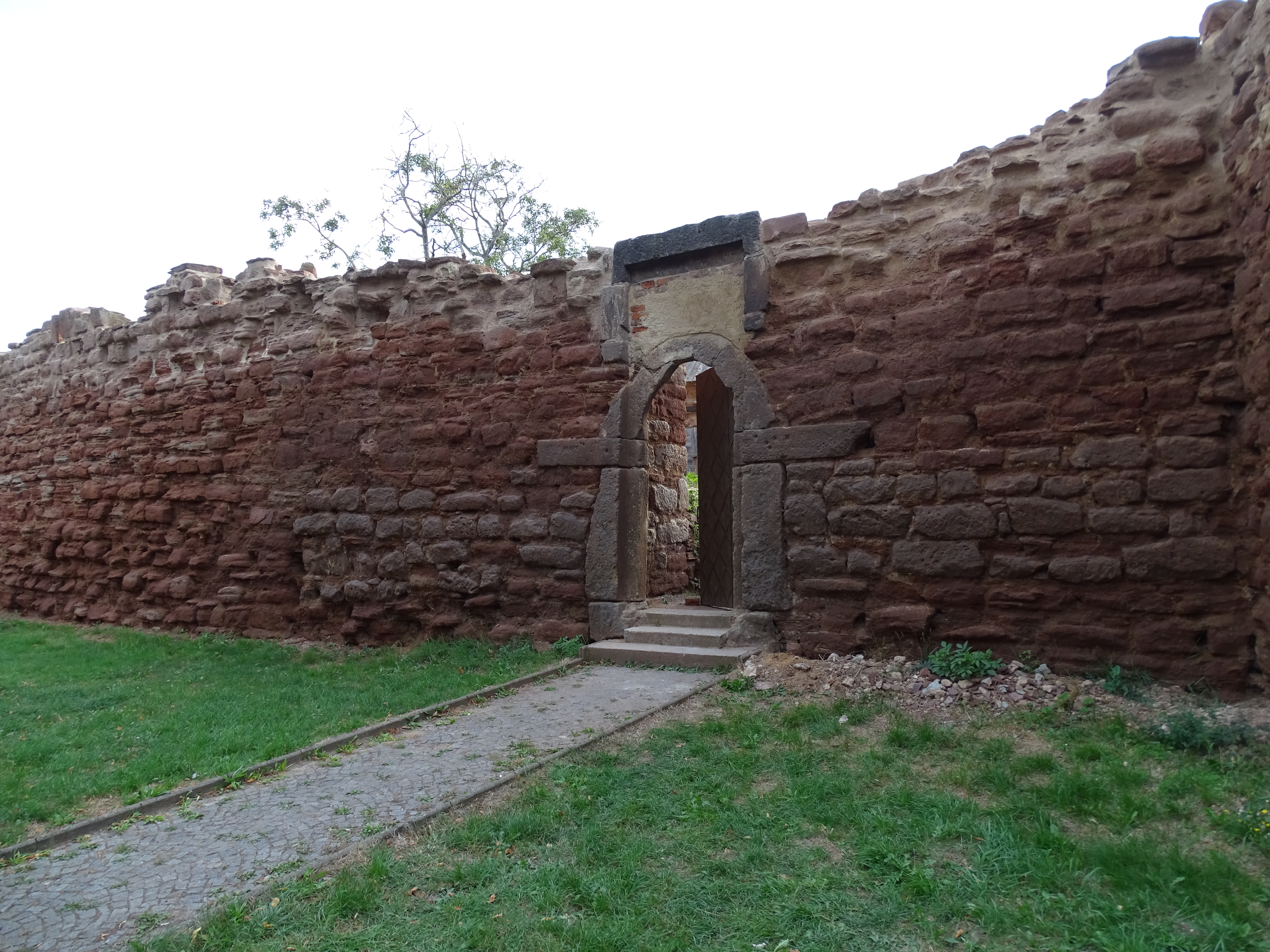
Branka v městském opevnění

Po husitských válkách byly hradby zásadně přebudovány, důvodem bylo i to, že město bylo císařem Zikmundem Lucemburským v roce 1437 povýšeno na královské město. Zachovala se kamenná deska (uložena v Městském muzeu) s nápisy s textem "1487 Magister G.. / opus hoc complevit / eitus exordium erat 14 / 51 die Mercurii... (překlad "1487 mistr G. dokončil toto dílo, započaté roku 1451 ve středu..."). Text pravděpodobně pokračoval, ale další deska se nedochovala. Deska je vzácný doklad o výstavbě městského opevnění.
Pro druhou polovinu 15. století a století 16. je písemných zpráv velmi málo. Podle výkazu obecních výdajů (vypracovaných městskou radou v roce 1589 za léta 1577-1588) byly za tu dobu opraveny dvě bašty a kus zdi u Pražské brány.
Před původní vnitřní parkánovou zdí postavili Českobrodští novou hradební zeď vysoké přibližně 5 metrů s cimbuřím a půlkruhovými baštami, kterých se do dnešní doby dochovalo šest. Do města se vstupovalo postupně postavenými třemi branami: Liblickou (na severovýchodě), Pražskou (na jihozápadě) a Kouřimskou (na jihovýchodě). V roce 1587 bylo vybudováno předbraní Pražské brány. Předbraní Kouřimské brány musilo být vybudováno (dle dochovaného heraldického obsahu) až na přelomu vlád Maxmiliána II. a Rudolfa II.
Po velkém požáru města v dubnu roku 1628 se uvádí, že shořelo 90 domů a "věže, zdi, brány a mosty městské jsou nanejvýš ohněm rozcvekané".
Za třicetileté války bylo již tak zničené město vydrancováno a znovu vypáleno. Obnova města po třicetileté válce byla velmi pomalá, město opakovaně postihly požáry. V roce 1769 se uvádí město Český Brod jako "malé město s dvojími zdmi a dvěma bránami se dvěma malými předměstími. Při požáru v roce 1779 vyhořela Liblická brána.
Po třicetileté válce význam hradeb začal upadat, pro město bylo opevnění především dokladem jeho historického významu a symbolem královského města. Před vnější hradbou byl vyhlouben mohutný příkop, do kterého se v případě potřeby a nebezpečí dala svést voda z potoka Šembery. V době míru a klidu se v příkopě držela voda, která způsobovala obyvatelům města potíže (množství komárů). V příkopech byl pasen dobytek.
Od roku 1781 bylo městské opevnění (pokud bylo v majetku města) rozprodáváno českobrodským měšťanům, kteří chtěli parkány mezi dvěma hradebními zdmi využít na pořízení zahrádek. Byla provedena jejich prohlídka a inventarizace parkánů a určena jejich cena. Ceny se jmény měšťanů, jimž byly části parkánů prodány, jsou písemně doloženy a uchovány.
Městské brány byly několik let pronajímány (nenašel se zájemce o jejich koupi), prodány byly v roce 1796 s podmínkou, že majitelé budou dbát o jejich dobrý stav. To se příliš nedařilo, brány trvale chátraly a byly i fyzicky odstraňovány (kámen byl využíván jako stavební materiál). Zprávy o jejich špatném stavu se datují především k počátku 19. století. V roce 1839 bylo vydáno kouřimským krajským úřadem nařízení k opravě a rozšíření bran. Stav bran byl velmi špatný, Kouřimská dokonce hrozila zřícením, proto byla preventivně zbořena už roku 1783. Kolem roku 1840 byla zbourána hradba Liblická a jako poslední Pražská v roce 1867. Pražská brána je zachycena na nejstarší fotografii města. Ze všech hradeb zůstalo zachováno pouze předbraní Kouřimské brány v podobně po pozdně renesanční přestavbě po roce 1656.
U každé z bran stál malý domek v němž bydlil "branný" se svou rodinou (doloženo již roku 1447), tuto činnost vykonávali většinou příslušníci městské chudiny. Tím si "odpracovali" střechu nad hlavou, někdy současně vykonávali i funkci zvoníka. Podmínkou branného byla znalost němčiny. Brány se zamykaly v zimě v 8 večer (20 hodin), v létě v 10 hodin (22 hodin). V patře Pražské brány byl také byt ponocného.
Od roku 1913 začala pomalá a postupná snaha o opravy zbytků městského opevnění, válka však veškeré snahy přerušila.

## Pražská brána

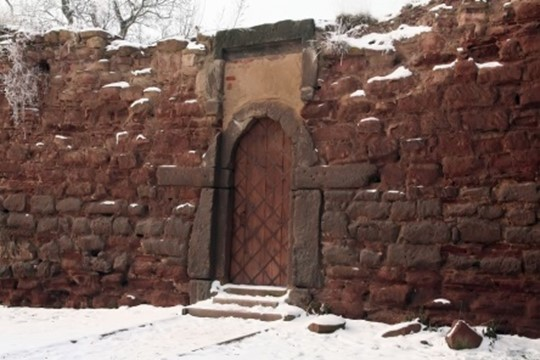
Městské hradby

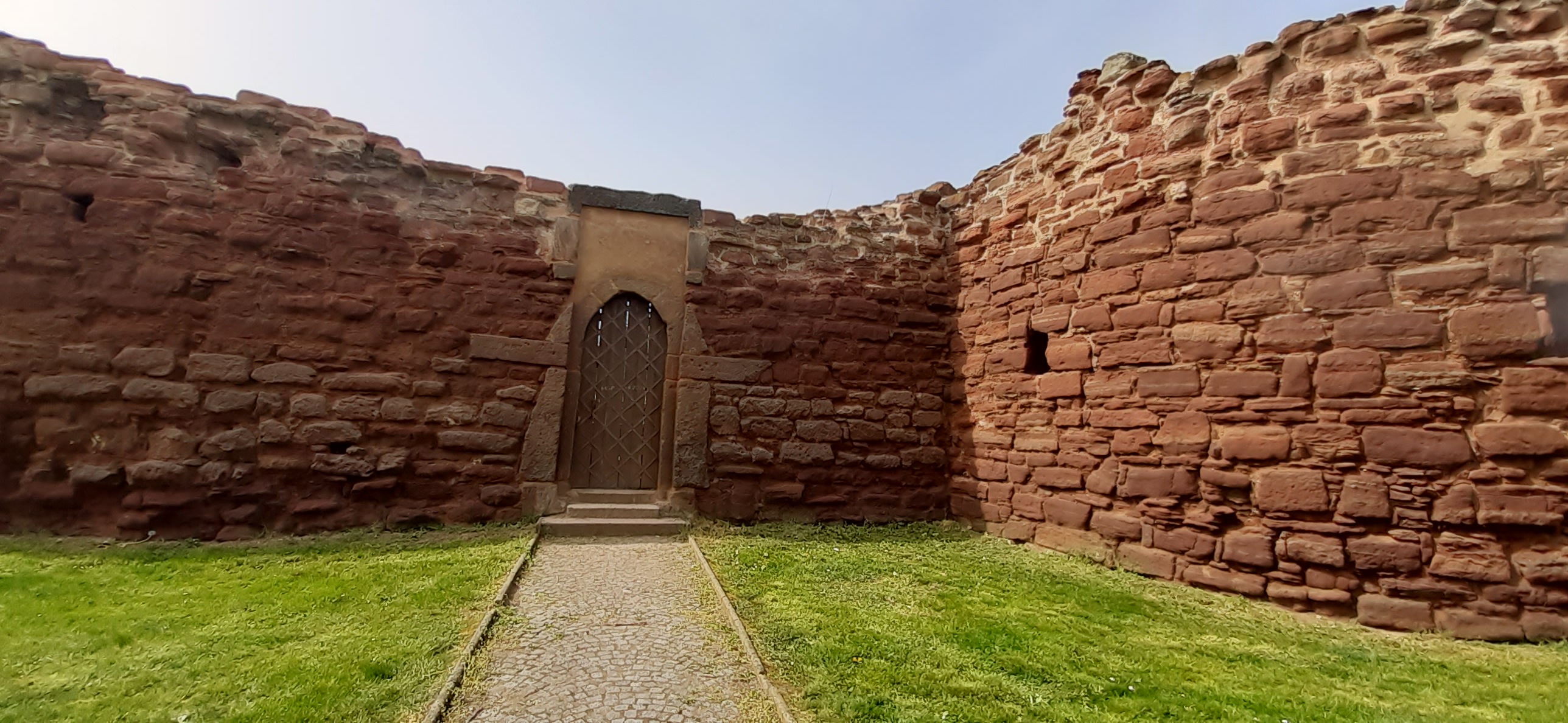
Městské opevnění

O stavbě a vzniku Pražské brány je zpráv velmi málo. V účtech z let z konce 16. století se píše o stavbě a opravě hradby v sousedství brány. Purkmistr Dominik Schauer v roce 1826 zaznamenal, že po požáru města byla věž zčásti vystavěna a byl na ní umístěn městský znak. Ve 40. letech 19. století bylo konstatováno, že průchod branami je nedostatečný, guberniem bylo nařízeno jejich rozšíření (odstranění zábradlí), vlastní věž měla být nadále zachována. V roce 1867 zaznamenal v kronice zednický mistr Antonín Lang, že věž bude zbourána "než sama spadne." Stále v ní bydlil ponocný a byla v ní i obecní šatlava, přesto se začalo s bouráním věže, která nakonec sama spadla. Na bráně byl tesaný znak města, který je spolu s postranním klenákem dnes v městském muzeu. 

## Liblická brána
O její stavbě nejsou žádné zprávy a důkazy. Náhodně se zachoval účet z roku 1585, v němž j uvedena její zásadní přestavba. V roce 1702 se do ní nastěhoval nový branný. V roce 1781 byl postaven nový krov. Podoba brány je zachována na akvarelu kreslíře a malíře Vincence Morstadta z roku 1816. Poslední zbytky brány odstranil zednický mistr Josef Pokorný v roce 1843.

## Kouřimská brána
Rok postavení Kouřimské brány není znám, v roce 1616 byla brána již opravována. Měšťan Antonín Vrabec upozornil v roce 1783 na nebezpečný stav brány, městská rada stav prošetřila a zaslala zprávu podkomořskému úřadu, který vydal povolení, dle kterého "Kouřimský bráně velmi nebezpečnou věž rozebrati se povoluje", což se okamžitě stalo. O kámen ze zbourané Kouřimské brány jiný měšťan ještě téhož roku požádal. Podle zprávy stavebního ředitelství z roku 1842 byl průchod branou široký přes 3,5 metru. Ve 20. letech 20. století bylo opraveno předbraní této brány, které se jako jediné v městě dochovalo.

## Stavební a archeologický průzkum (90. léta 20. století)
Základem pro průzkum hradeb byla mapa stabilního katastru z roku 1841, ze které je patrno, že obvodové opevnění bylo zvenčí lemováno příkopem. Bylo vymezeno dvěma liniemi, mezi nimiž byl parkán v šířce 9 - 14 m. Vnitřní linie obvodu fortifikačního pásma měřila ca 1120 metrů.
Všechny zachované části jsou pozdně středověké. Vnější hradba se systémem oblých bašt se dá odvodit z šesti dochovaných bašt, dvě jsou v úseku mezi bývalou branou Kouřimskou a Pražskou. Hradba byla vystavena z červenohnědého místního kamene, českobrodského pískovce, který byl těžen v bezprostřední blízkosti města za potokem Šemberou (dodnes jsou zde viditelné zbytky lomu).
Vnější hradební zdi se zachovaly na několika místech, nejdelší je úsek za domem čp. 62. Sedm metrů dlouhý úsek je unikátní a velmi cenný. V něm se dochovaly 250 cm nad zemí původní středověké střílny o velikosti ca 45 x 15 cm i se zachovalými původními středověkými fošnami a s dřevěnou směrovatelnou příčkou. Zeď je zvenku vysoká asi 420 cm (bývala pravděpodobně vyšší). Dobře se uchovala také část vnější zdi na jihovýchodě města s dvěma blízko sebe ležícími baštami.
Středověké opevnění bylo archeologicky zkoumáno koncem 20. století při pokládání kabelů firmy Telecom spojujících telefonní ústřednu v ulici Jana Kouly s budovou hlavní pošty na Náměstí Arnošta z Pardubic.